# Hội Công nghiệp Bê tông Việt Nam
Hội Công nghiệp Bê tông Việt Nam, đôi khi gọi là Hội Bê tông Việt Nam, là tổ chức xã hội - nghề nghiệp của những người làm việc trong lĩnh vực bê tông tại Việt Nam. Hội là thành viên của Tổng hội Xây dựng Việt Nam .
Hội có tên giao dịch tiếng Anh là Vietnam Concrete Association, viết tắt là VCA .
Hội được thành lập và phê duyệt điều lệ tại Quyết định số 57/2004/QĐ-BNV ngày 30/8/2004 của Bộ Nội vụ .
Văn phòng Hội đặt tại số 95/10 , phố Chùa Bộc, phường Trung Liệt, quận Đống Đa, thành phố Hà Nội .

## Lịch sử
Tiền thân của Hội là "Phân Hội Vật liệu xây dựng và cấu kiện" được thành lập theo Quyết định số 394/TWH, ngày 11/8/1984 của TW Hội Khoa học kỹ thuật Xây dựng Việt Nam .
Hội công nghiệp bê tông tiến hành Đại hội lần I tháng 3/1996. Đại hội thứ V Hội Bê tông Việt Nam (VCA) nhiệm kỳ 2017 – 2020 đã tiến hành ngày 4/11/2017 tại Tp. Nha Trang.